# Halflife (EP)
Halflife je název EP od italské gothic metalové kapely Lacuna Coil.

## Seznam skladeb
1. Halflife - 5:00
2. Trance Awake - 1:59
3. Senzafine - 3:55
4. Hyperfast - 4:56
5. Stars - 4:36